# LCI (televisió francesa)
LCI, sigla del seu nom menys usat La Chaîne Info —literalment en francès el canal d'informació— és un canal d'informació francès creat el 24 de juny del 1994 pel grup TF1. Fou el primer canal d'informació francès creat a França i durant molts anys, va ser de pagament, disponible únicament per satèl·lit i cable, alhora també disponible en la plataforma de pagament de la televisió digital terrestre francesa. Malgrat l'arribada de la TDT s'ha mantingut un canal de pagament, tot i fer la competència a iTÉLÉ i BFMTV. El Consell de l'Audiovisual francès en va decidir de la prohibició de transformar-se en un canal gratuït per la TDT, de manera que el grup TF1 en preveia el 2014 el cessament. Del 1994 al 2012 l'eslògan d'LCi fou "l'information continue sur LCI" (informació contínua a LCI) i després del 2012 es trià per "LCI : mieux que savoir, comprendre" (LCI: més que saber-ne, millor entendre). Eslògans que deixen entreveure l'arribada dels altres dos competents directes, iTÉLÉ i BFMTV. El capital del canal és totalment privat i en mans de TF1. El pressupost del 2007 fou d'uns 55 milions d'euros. La seu central es troba a París.